# Haliplus interjectus
Haliplus interjectus är en skalbaggsart som beskrevs av Lindberg 1937. Haliplus interjectus ingår i släktet Haliplus, och familjen vattentrampare. Arten har ej påträffats i Sverige.